# Crocidium namaquense
Crocidium namaquense är en tvåvingeart som beskrevs av Hesse 1963. Crocidium namaquense ingår i släktet Crocidium och familjen svävflugor. Inga underarter finns listade i Catalogue of Life.